# Liste der Baudenkmäler in Detmold-Loßbruch
Die Liste der Baudenkmäler in Detmold-Loßbruch enthält die denkmalgeschützten Bauwerke auf dem Gebiet von Detmold-Loßbruch in Nordrhein-Westfalen (Stand: September 2024). Diese Baudenkmäler sind in der Denkmalliste der Stadt Detmold eingetragen; Grundlage für die Aufnahme ist das Denkmalschutzgesetz Nordrhein-Westfalen (DSchG NRW).
| Bild                     | Bezeichnung                                                                                             | Lage                        | Beschreibung | Bauzeit | Eingetragen seit  | Denkmal- nummer |
| ------------------------ | --- | --------------------------- | ------------ | ------- | ----------------- | --------------- |
| BW                       | Vierständer-Fachwerkhaus                                                                                | An der Wasserbrede 14 Karte |              |         | 21. Mai 1985      | 115             |
| BW                       | Zweiständerfachwerkhaus                                                                                 | An der Wasserbrede 37 Karte |              |         | 19. Dezember 1986 | 204             |
| Zweiständer-Fachwerkhaus | Zweiständer-Fachwerkhaus                                                                                | Im Grund 5 Karte            |              |         | 26. Mai 1988      | 280             |
| BW                       | Hofanlage bestehend aus dem Bauernhaus mit quer gestelltem Stallanbau und der Leibzucht mit Stallvorbau | An der Wasserbrede 24 Karte |              |         | 1. April 2015     | 699             |

- Karte mit allen Koordinaten:
- OSM |
- WikiMap